# Lewis Maxwell
Lewis Maxwell (* 17. April 1790 im Chester County, Pennsylvania; † 13. Februar 1862 in West Union, Virginia) war ein US-amerikanischer Politiker. Zwischen 1827 und 1833 vertrat er den Bundesstaat Virginia im US-Repräsentantenhaus.

## Werdegang
Um das Jahr 1800 zog Lewis Maxwell mit seiner Mutter nach Virginia, wo er die öffentlichen Schulen besuchte. Nach einem anschließenden Jurastudium und seiner Zulassung als Rechtsanwalt begann er in Weston im heutigen West Virginia in diesem Beruf zu arbeiten. Gleichzeitig schlug er eine politische Laufbahn ein. In den 1820er Jahren schloss er sich der Bewegung gegen den späteren Präsidenten Andrew Jackson an und wurde Mitglied der kurzlebigen National Republican Party. Zwischen 1821 und 1824 saß er im Abgeordnetenhaus von Virginia.
Bei den Kongresswahlen des Jahres 1826 wurde Maxwell im 21. Wahlbezirk von Virginia in das US-Repräsentantenhaus in Washington, D.C. gewählt, wo er am 4. März 1827 die Nachfolge von William Smith antrat. Nach zwei Wiederwahlen konnte er bis zum 3. März 1833 drei Legislaturperioden im Kongress absolvieren. Von 1829 bis 1831 leitete er den Ausschuss zur Kontrolle der Ausgaben des Kriegsministeriums. In der folgenden Legislaturperiode war er Leiter des Kontrollausschusses für das Marineministerium. Seit dem Amtsantritt von Präsident Jackson im Jahr 1829 wurde innerhalb und außerhalb des Kongresses heftig über dessen Politik diskutiert. Dabei ging es um die umstrittene Durchsetzung des Indian Removal Act, den Konflikt mit dem Staat South Carolina, der in der Nullifikationskrise gipfelte, und die Bankenpolitik des Präsidenten.
Im Jahr 1832 verzichtete Lewis Maxwell auf eine weitere Kandidatur. Nach dem Ende seiner Zeit im US-Repräsentantenhaus praktizierte er wieder als Anwalt. Außerdem war er bei der Behörde für Landvermessung und Landzuweisung tätig. Er starb am 13. Februar 1862 in West Union, das im folgenden Jahr zum Staat West Virginia kam.